# عقوبة الإعدام في الكويت
عقوبة الإعدام في الكويت هي إحدى العقوبات الأصلية التي يحكم بها القضاء الكويتي حسب قانون الجزاء الكويتي.

## طرق الإعدام
تنص المادة 58 من قانون الجزاء الكويتي أن تنفيذ عقوبة الإعدام يكون إما بالشنق أو رميا بالرصاص.

## أمثلة

### 2007
- في مايو 2007: تم تنفيذ حكم الإعدام في الكويت على ثلاث شبان وهم: حمد مبارك تركي الديحاني (كويتي الجنسية)، مرزوق سعد سليمان السعيد (سعودي الجنسية)، سعيد سعد سليمان السعيد (سعودي الجنسية)، حيث أقرت المحكمة بحكم إعدام الشبان الثلاثة، والحكم بالسجن المؤبد على لطيفة منديل سليمان السعيد (سعودية الجنسية) مع الأعمال الشاقة، وذلك بعد إدانتهم بتهمة الخطف والقتل وهتك العرض في حق الطفلة آمنة الخالدي تبلغ من العمر ستة سنوات.[2][3]